# Baranomyinae
Baranomyinae – wymarła podrodzina gryzoni z rodziny chomikowatych. Baranomyinae wykształciły się w pliocenie. Obejmuje trzy taksony: Baranomys Kretzoi, 1933, Microtodon Miller, 1928, oraz Anatolomys Schaub, 1934.